# FIA Formula 2 prvenstvo
FIA Formula 2 prvenstvo je klasa jednosjeda u automobilizmu koju je odobrila Međunarodna automobilistička federacija. 

## Tehničke specifikacije
Sve momčadi koriste Dallarinu šasiju od karbonsko - aluminijske strukture i 4,0-litreni atmosferski V8 Mecachrome motor snage 612 KS. Mjenjač koji koriste momčadi je Hewlandov sekvencijalni mjenjač sa šest brzina koji je longitudinalno postavljen. 
Duljina bolida je 5065 mm, širina 1800 mm, dok visina iznosi 1072 mm uključujući FOM kameru. Međuosovinski razmak iznosi 3120 mm, a minimalna težina s vozačem mora biti 688 kg. Kočnice koje se koriste u Formuli 2 su Brembo kočiona kliješta sa šest klipova i Hitco carbon - carbon kočioni diskovi i pločice. Spremnik goriva ima kapacitet od 125 litara, a gume su Pirellijeve.

## Sustav bodovanja
Bodovi su utemeljeni na FIA-inom sistemu kojeg koristi većina serija, uključujući i Formulu 1. Iznimka leži u tome da se dodjeljuju bodovi i za prvo startno mjesto u glavnoj utrci i za najbrži krug u obje utrke. Da bi dobio bodove za najbrži krug vozač mora završiti unutar top 10. Ako je najbrži krug postavio netko tko je završio na 11. mjestu ili niže – onda će bodove umjesto njega dobiti tko god je imao najbrži krug od najbolje desetorke. Taj sustav postoji kako bi se onemogućilo taktičko nadmudrivanje vozača koji nemaju što izgubiti i onda u završnici pokušaju otići po nove gume samo zbog najbržeg kruga. Sprint utrka nema bodove za devetog i desetog u cilju. Ako vozač na tim pozicijama ima najbrži krug svejedno će dobiti dva boda. Ipak, ako vozač u suhoj sprint utrci promijeni gume u boksu, više nije u utrci za najbrži krug.

### Prva utrka
| Mjesto | 1. | 2. | 3. | 4. | 5. | 6. | 7. | 8. | 9. | 10. |
| Bodovi | 25 | 18 | 15 | 12 | 10 | 8  | 6  | 4  | 2  | 1   |

### Sprint utrka
| Mjesto | 1. | 2. | 3. | 4. | 5. | 6. | 7. | 8. |
| Bodovi | 15 | 12 | 10 | 8  | 6  | 4  | 2  | 1  |

## Staze
| Staza               | Mjesto                                | Sezone        |
| ------------------- | ------------------------------------- | ------------- |
| Sakhir              | Sakhir, Bahrein                       | 2017. – 2020. |
| Barcelona-Catalunya | Barcelona, Španjolska                 | 2017. – 2020. |
| Monaco              | Monte Carlo, Monako                   | 2017. – 2019. |
| Baku                | Baku, Azerbajdžan                     | 2017. – 2019. |
| Red Bull Ring       | Spielberg, Austrija                   | 2017. – 2020. |
| Silverstone         | Silverstone, Ujedinjeno Kraljevstvo   | 2017. – 2020. |
| Hungaroring         | Budimpešta, Mađarska                  | 2017. – 2020. |
| Spa-Francorchamps   | Francorchamps, Belgija                | 2017. – 2020. |
| Monza               | Monza, Italija                        | 2017. – 2020. |
| Jerez               | Jerez de la Frontera, Španjolska      | 2017.         |
| Yas Marina          | Abu Dhabi, Ujedinjeni Arapski Emirati | 2017. – 2020. |
| Paul Ricard         | Le Castellet, Francuska               | 2018. – 2019. |
| Soči                | Soči, Rusija                          | 2018. – 2020. |
| Mugello             | Scarperia e San Piero, Italija        | 2020.         |

## Sezone

### 2017.
Prva sezona FIA Formula 2 prvenstva vozila se od 5. travnja do 26. studenog, a sadržavala je 11 runda, s po dvije utrke na svakoj rundi. Natjecalo se 10 momčadi, a ukupno je 29 vozača odvozilo barem jednu rundu, odnosno dvije utrke ove sezone. Od 11 momčadi koliko ih se natjecalo u GP2 prvenstvu 2016., jedino momčad Carlin nije bila prisutna u prvoj sezoni Formule 2. Od vozača su, između ostalih, nastupali i GP3 prvak iz 2016. - Charles Leclerc, GP3 viceprvak iz 2016. - Alexander Albon, Artjom Markelov koji se u GP2 prvenstvu natjecao od 2014., te Oliver Rowland i Nicholas Latifi koji su iza sebe imali dvije sezone u GP2 natjecanju. 
Ukupno je 10 vozača upisalo pobjede u ovoj sezoni F2, a prvi kojem je to pošlo za rukom je bio Artjom Markelov, koji je pobijedio na prvoj utrci na Sakhiru. Markelov je do kraja sezone upisao još četiri pobjede (Red Bull Ring, Spa-Francorchamps, Jerez, Yas Marina) i s ukupno 210 bodova osvojio drugo mjesto u poretku vozača. Charles Leclerc je pobijedio na ukupno sedam utrka (Sakhir, Barcelona, Baku, Red Bull Ring, Silverstone, Jerez i Yas Marina), te s 282 boda osvojio naslov prvaka. Treće mjesto u ukupnom poretku je osvojio Oliver Rowland s dvije pobjede u Monaku i Hungaroringu. Jednak broj pobjeda ostvario je i Nobuharu Matsushita, koji je sezonu završio na šestom mjestu. Po jednom su pobjeđivali: Luca Ghiotto, Nicholas Latifi, Nyck de Vries, Antonio Fuoco, Norman Nato i Sérgio Sette Câmara.
Kod momčadi naslov je osvojio Russian Time sa šest pobjeda i 395 bodova. Drugoplasirana Prema Racing pobijedila je na osam utrka, no osvojila je 15 bodova manje od Russian Timea. Trećeplasirana francuska momčad DAMS pobijedila je na tri utrke, a još jedna francuska momčad ART Grand Prix na dvije utrke. Po jednu pobjedu upisali su momčadi: Rapax, MP Motorsport i Pertamina Arden.

### 2018.
Druga sezona FIA Formula 2 prvenstva, donijela je nekoliko promjena kod momčadi. Španjolska momčad Racing Engineering i talijanska momčad Rapax Team, povukle su se iz natjecanja na kraju 2017. Umjesto njih natjecanju je pristupila nova češka momčad Charouz Racing System, te povratnik iz GP2 prvenstva Carlin Motorsport. Nakon osvajanja naslova u GP3 prvenstvu, George Russell je debitirao ove sezone za francusku momčad ART Grad Prix, dok je Lando Norris odvozio svoju prvu punu sezonu u Formuli 2. 
Sezona se sastojala od 12 rundu, gdje su se vozile po dvije utrke na svakoj rundi. Pobjednik prve utrke na Sakhiru bio je Lando Norris, kojemu je to bila ujedno i jedina pobjeda u Formuli 2. George Russell je pobijedio na ukupno sedam utrka (Baku, Barcelona, Paul Ricard, Red Bull Ring, Monza, Soči i Yas Marina), te s 287 bodova osvojio naslov prvaka ispred Norrisa. Trećeplasirani Alexander Albon pobijedio je na četiri utrke i osvojio 219 bodova, dok su četvrtoplasirani Nyck de Vries i petoplasirani Artjom Markelov upisali svaki po tri pobjede u ovoj sezoni. Antonio Fuoco je pobijedio dva puta, dok su po jednu pobjedu upisali Nicholas Latifi, Jack Aitken, Tadasuke Makino i Maximilian Günther.
Sérgio Sette Câmara i Lando Norris donijeli su Carlinu naslov momčadskog prvaka, dok je naslov viceprvaka pripao ART-u Georgea Russella i Jacka Aitkena.

## Prvaci

### Vozači
| Sezona | Vozač | Vozač             | Momčad         | Gume | Šasija          | Motor                         |
| ------ | ----- | ----------------- | -------------- | ---- | --------------- | ----------------------------- |
| 2017.  | 1     | Charles Leclerc   | Prema Racing   | P    | Dallara GP2/11  | Mecachrome V8108 GP2 V8 4.0   |
| 2018.  | 8     | George Russell    | ART Grand Prix | P    | Dallara F2 2018 | Mecachrome Formula 2 V6 t 3.6 |
| 2019.  | 4     | Nyck de Vries     | ART Grand Prix | P    | Dallara F2 2018 | Mecachrome Formula 2 V6 t 3.6 |
| 2020.  | 20    | Mick Schumacher   | Prema Racing   | P    | Dallara F2 2018 | Mecachrome Formula 2 V6 t 3.6 |
| 2021.  | 2     | Oscar Piastri     | Prema Racing   | P    | Dallara F2 2018 | Mecachrome Formula 2 V6 t 3.6 |
| 2022.  | 11    | Felipe Drugovich  | MP Motorsport  | P    | Dallara F2 2018 | Mecachrome Formula 2 V6 t 3.6 |
| 2023.  | 5     | Théo Pourchaire   | ART Grand Prix | P    | Dallara F2 2018 | Mecachrome Formula 2 V6 t 3.6 |
| 2024.  | 10    | Gabriel Bortoleto | Invicta Racing | P    | Dallara F2 2024 | Mecachrome Formula 2 V6 t 3.6 |

### Momčadi
| Sezona | Momčad       | Vozači | Vozači              | Gume | Šasija          | Motor                         |
| ------ | ------------ | ------ | ------------------- | ---- | --------------- | ----------------------------- |
| 2017.  | Russian Time | 5      | Luca Ghiotto        | P    | Dallara GP2/11  | Mecachrome V8108 GP2 V8 4.0   |
| 2017.  | Russian Time | 6      | Artjom Markelov     | P    | Dallara GP2/11  | Mecachrome V8108 GP2 V8 4.0   |
| 2018.  | Carlin       | 18     | Sérgio Sette Câmara | P    | Dallara F2 2018 | Mecachrome Formula 2 V6 t 3.6 |
| 2018.  | Carlin       | 19     | Lando Norris        | P    | Dallara F2 2018 | Mecachrome Formula 2 V6 t 3.6 |
| 2019.  | DAMS         | 5      | Sérgio Sette Câmara | P    | Dallara F2 2018 | Mecachrome Formula 2 V6 t 3.6 |
| 2019.  | DAMS         | 6      | Nicholas Latifi     | P    | Dallara F2 2018 | Mecachrome Formula 2 V6 t 3.6 |
| 2020.  | Prema Racing | 20     | Mick Schumacher     | P    | Dallara F2 2018 | Mecachrome Formula 2 V6 t 3.6 |
| 2020.  | Prema Racing | 21     | Robert Švarcman     | P    | Dallara F2 2018 | Mecachrome Formula 2 V6 t 3.6 |
| 2021.  | Prema Racing | 1      | Robert Švarcman     | P    | Dallara F2 2018 | Mecachrome Formula 2 V6 t 3.6 |
| 2021.  | Prema Racing | 2      | Oscar Piastri       | P    | Dallara F2 2018 | Mecachrome Formula 2 V6 t 3.6 |

## Pobjednici

### Vozači
| Vozač               | Pobjede | Utrke | Sezone               | Momčadi                                                   |
| ------------------- | ------- | ----- | -------------------- | --------------------------------------------------------- |
| Artjom Markelov     | 8       | 76    | 2017. − 2020.        | Russian Time (8)                                          |
| Nyck de Vries       | 8       | 70    | 2017. − 2019.        | ART Grand Prix (4), Prema Racing (3), Rapax (1)           |
| Charles Leclerc     | 7       | 22    | 2017.                | Prema Racing (7)                                          |
| George Russell      | 7       | 24    | 2018.                | ART Grand Prix (7)                                        |
| Luca Ghiotto        | 6       | 91    | 2017. − 2020.        | UNI-Virtuosi (4), Russian Time (1), Hitech Grand Prix (1) |
| Nicholas Latifi     | 6       | 69    | 2017. − 2019.        | DAMS (6)                                                  |
| Nobuharu Matsushita | 5       | 61    | 2017., 2019. − 2020. | ART Grand Prix (2), Carlin (2), MP Motorsport (1)         |
| Alexander Albon     | 4       | 44    | 2017. − 2018.        | DAMS (4)                                                  |
| Jack Aitken         | 4       | 68    | 2018. − 2020.        | Campos Racing (3), ART Grand Prix (1)                     |
| Robert Švarcman     | 4       | 22    | 2020.                | Prema Racing (4)                                          |
| Antonio Fuoco       | 3       | 45    | 2017. − 2018.        | Charouz Racing System (2), Prema Racing (1)               |
| Sérgio Sette Câmara | 3       | 66    | 2017. − 2019.        | DAMS (2), MP Motorsport (1)                               |
| Callum Ilott        | 3       | 47    | 2017., 2019. − 2020. | UNI-Virtuosi (3)                                          |
| Mick Schumacher     | 3       | 46    | 2019. − 2020.        | Prema Racing (3)                                          |
| Yuki Tsunoda        | 3       | 24    | 2020.                | Carlin (3)                                                |
| Felipe Drugovich    | 3       | 24    | 2020.                | MP Motorsport (3)                                         |
| Oliver Rowland      | 2       | 22    | 2017.                | DAMS (2)                                                  |
| Anthoine Hubert     | 2       | 16    | 2019.                | Arden International (2)                                   |
| Nikita Mazepin      | 2       | 46    | 2019. − 2020.        | Hitech Grand Prix (2)                                     |
| Christian Lundgaard | 2       | 26    | 2019. − 2020.        | ART Grand Prix (2)                                        |
| Norman Nato         | 1       | 22    | 2017.                | Arden International (1)                                   |
| Lando Norris        | 1       | 26    | 2017. − 2018.        | Carlin (1)                                                |
| Tadasuke Makino     | 1       | 24    | 2018.                | Russian Time (1)                                          |
| Maximilian Günther  | 1       | 22    | 2018.                | Arden International (1)                                   |
| Guanyu Zhou         | 1       | 46    | 2019. − 2020.        | UNI-Virtuosi (1)                                          |
| Dan Ticktum         | 1       | 26    | 2018., 2020.         | DAMS (1)                                                  |
| Jehan Daruvala      | 1       | 24    | 2020.                | Carlin (1)                                                |

### Momčadi
| Momčad                | Pobjede | Utrke | Sezone        | Vozači                                                                                                   |
| --------------------- | ------- | ----- | ------------- | --- |
| Prema Racing          | 18      | 92    | 2017. − 2020. | Charles Leclerc (7), Robert Švarcman (4), Nyck de Vries (3), Mick Schumacher (3), Antonio Fuoco (1)      |
| ART Grand Prix        | 16      | 92    | 2017. − 2020. | George Russell (7), Nyck de Vries (4), Nobuharu Matsushita (2), Christian Lundgaard (2), Jack Aitken (1) |
| DAMS                  | 15      | 92    | 2017. − 2020. | Nicholas Latifi (6), Alexander Albon (4), Oliver Rowland (3), Sérgio Sette Câmara (3), Dan Ticktum (1)   |
| Russian Time          | 10      | 46    | 2017. − 2018. | Artjom Markelov (8), Luca Ghiotto (1), Tadasuke Makino (1)                                               |
| UNI-Virtuosi          | 8       | 46    | 2019. − 2020. | Luca Ghiotto (4), Callum Ilott (3), Guanyu Zhou (1)                                                      |
| Carlin                | 7       | 70    | 2018. − 2020. | Yuki Tsunoda (3), Nobuharu Matsushita (2), Lando Norris (1), Jehan Daruvala (1)                          |
| MP Motorsport         | 5       | 92    | 2017. − 2020. | Felipe Drugovich (3), Sérgio Sette Câmara (1), Nobuharu Matsushita (1)                                   |
| Arden International   | 4       | 68    | 2017. − 2019. | Anthoine Hubert (2), Norman Nato (1), Maximilian Günther (1)                                             |
| Campos Racing         | 3       | 92    | 2017. − 2020. | Jack Aitken (3)                                                                                          |
| Hitech Grand Prix     | 3       | 24    | 2020.         | Nikita Mazepin (2), Luca Ghiotto (1)                                                                     |
| Charouz Racing System | 2       | 70    | 2018. − 2020. | Antonio Fuoco (2)                                                                                        |
| Rapax                 | 1       | 22    | 2017.         | Nyck de Vries (1)                                                                                        |

## Vanjske poveznice
- FIA Formula 2 Championship